# ズームイン 暴行団地
ズームイン　暴行団地（ずーむいん:ぼうこうだんち） 1980年に公開された暴力的なピンク映画で日活ロマンポルノシリーズ。黒沢直輔監督のデビュー作。

## あらすじ
競輪選手の妻、冴子は夫・功一が地方のレースに出場している間に、昔の恋人でピアノ調律師の隆也とデートの約束をした。隆也の住む団地に向う途中、冴子は黒のトレンチコートを着た男に襲われた。ニードルを持った男はぐったりした冴子を犯した。放心状態のまま隆也の部屋を訪れた冴子は、久しぶりの再会に激しく燃え、強姦されたショックも消えていく。

## キャスト
- 冴子 - 宮井えりな[3][4]

- 沙智 - 梓ようこ

- まゆ子 - 大崎裕子
- 女高生 - 山地美貴
- 若い主婦 - 飯田紅子
- 隆也 - 志賀圭二郎
- 功一 - 松風敏勝
- 圭吾 - 錆堂連
- グラマーな女 - 高橋レイ
- ジャングルジムの女 - あららぎ裕子
- オペラ歌手 - 片桐夕子

- 影山英俊

- 緑川せつ
- 大谷木洋子
- 森みどり

## 背景
本作の成功に触発され、その映画の脚本家である桂千穂によって書かれたのが小原宏裕 監督の「ズームアップ 暴行現場」 （1979年）で、非公式な続編である。本作で、日活は大原スタジオ以前の映画で表されていた極端な暴力性を意図的に削減。女性の膣から滴り落ちる液体が地面に当たって炎上するシーンなど、映画のシュールな要素は、黒澤のスタイルと鈴木清順のスタイルを比較することにつながった。
この映画は、ズームイン/ズームアップタイトルを使用した一連の映画に影響を与えた。ズームアップ：ダーティマガジンの女性 （1980）、ズームアップ：性犯罪報告 （1981）、ズームアップ：ストリッパーの本物のルック （1982）、ズームアップ：卒業写真 （1984）、ズームアップ：特別なオナニー（1986）など。

## 批判的評価
日本の批評家は、本作と映画の撮影における画像使用を賞賛。しかし、彼らはスクリプトにそれほど感心していなかったが、それが弱いと不平を言った。日本映画百科事典：The Sex Filmsで、トーマスとミハラ・ヴァイサーは、映画に4つ星のうち2つ半の評価を与えている。彼らは、映画の強い視覚的感覚が文章を補うと判断、ピンク映画の台本は一般的な出来ばえではないと指摘。彼らは「黒澤の「色と影」の作品は、エロティックな鈴木清順のそれに似ている」とし  オールムービーでは、この映画の主題はすべての視聴者向けではないが「日活スタジオで最も珍しいピンク映画」の1つであるとしている。

## 視聴可能性
「ズームイン 暴行団地」は、1980年3月15日に日本で劇場公開され、 2006年3月24日に、日活ロマンポルノシリーズのジェネオンの第3弾の一部として、DVDでリリースされた。